# Ahmed Hafnaoui
Ahmed Ayoub Hafnaoui, född 4 december 2002, är en tunisisk simmare.

## Karriär
Hafnaoui tog guld på 400 meter frisim vid olympiska sommarspelen 2020 i Tokyo. Han slutade även på 10:e plats på 800 meter frisim och blev utslagen i försöksheatet.
I december 2021 vid kortbane-VM i Abu Dhabi tog Hafnaoui silver på 1 500 meter frisim efter att ha simmat på tiden 14.10,94. Han slog då det afrikanska rekordet på både 800 och 1 500 meter frisim.